# Misura complessa
In matematica, in particolare nella teoria della misura, una misura complessa è una generalizzazione del concetto di misura nella quale si ammette che possa assumere valori complessi.

## Definizione
Una misura complessa è una funzione {\displaystyle \mu :{\mathfrak {F}}\to \mathbb {C} } numerabilmente additiva a valori complessi definita su una sigma-algebra {\displaystyle {\mathfrak {F}}} in un insieme {\displaystyle X}.
L'additività numerabile, o σ-additività, significa che se {\displaystyle E_{1},E_{2},\dots } è una successione di insiemi mutuamente disgiunti in {\displaystyle {\mathfrak {F}}}, allora:
{\displaystyle \mu \left(\bigcup _{i=1}^{+\infty }E_{i}\right)=\sum _{i=1}^{+\infty }\mu (E_{i})}
Si richiede la convergenza della serie al secondo membro e la convergenza di ogni suo riarrangiamento, tale convergenza è inoltre assoluta.

## Variazione di una misura
Si definisce variazione di una misura o misura di variazione la funzione:
{\displaystyle |\mu |(E)=\sup \sum _{i=1}^{+\infty }|\mu (E_{i})|}
dove l'unione degli insiemi disgiunti {\displaystyle E_{i}\ } è {\displaystyle E\in {\mathfrak {F}}}.
Si dimostra che tale funzione è una misura positiva, e gode inoltre della proprietà che:
{\displaystyle |\mu |(X)<\infty }
Inoltre, il fatto che:
{\displaystyle |\mu (E)|\leq |\mu |(E)\leq |\mu |(X)}
implica che ogni misura complessa su una sigma-algebra è limitata.

### Decomposizione di Jordan
Si definiscono rispettivamente variazione positiva e variazione negativa di {\displaystyle \mu } le misure:
{\displaystyle \mu ^{+}={\frac {1}{2}}(|\mu |+\mu )\qquad \mu ^{-}={\frac {1}{2}}(|\mu |-\mu )}
La misura è in questo modo decomposta in due misure positive, e si ha:
{\displaystyle \mu =\mu ^{+}-\mu ^{-}\qquad |\mu |=\mu ^{+}+\mu ^{-}}
Una tale decomposizione è detta decomposizione di Jordan.

### Decomposizione polare
Nello stesso modo in cui un numero complesso può essere rappresentato in forma polare, si può avere una decomposizione polare per una misura complessa. Esiste infatti una funzione misurabile {\displaystyle \theta } a valori reali tale che:
{\displaystyle d\mu =e^{i\theta }d|\mu |}
e dunque si ha:
{\displaystyle \int _{X}f\,d\mu =\int _{X}fe^{i\theta }\,d|\mu |}
per ogni funzione assolutamente integrabile {\displaystyle f}, cioè tale che:
{\displaystyle \int _{X}|f|\,d|\mu |<\infty }
Per la dimostrazione che una variazione è una misura e l'esistenza della decomposizione polare si può usare il teorema di Radon-Nikodym.

## Integrazione rispetto ad una misura complessa
Si può definire l'integrale di Lebesgue rispetto ad una misura complessa utilizzando il concetto già sviluppato dell'integrale di una funzione a valori reali rispetto a una misura non negativa. A tal fine si dimostra che la parte reale {\displaystyle \mu _{1}} e immaginaria {\displaystyle \mu _{2}} di una misura complessa {\displaystyle \mu } sono misure con segno a valori finiti. Si può quindi applicare la decomposizione Hahn-Jordan per spezzare tale misura:
{\displaystyle \mu _{1}=\mu _{1}^{+}-\mu _{1}^{-}\qquad \mu _{2}=\mu _{2}^{+}-\mu _{2}^{-}}
dove {\displaystyle \mu _{1}^{+}}, {\displaystyle \mu _{1}^{-}}, {\displaystyle \mu _{2}^{+}} e {\displaystyle \mu _{2}^{-}} sono misure non negative a valori finiti.
L'integrale di Lebesgue può allora essere immediatamente esteso al caso di funzioni complesse. Sia {\displaystyle f} una funzione dall'insieme misurabile {\displaystyle E} alla retta reale estesa. Allora è possibile scrivere:
{\displaystyle f=f^{+}-f^{-}\ }
dove:
{\displaystyle f^{+}(x)=\left\{{\begin{matrix}f(x)&{\mbox{se}}\quad f(x)\geq 0\\0&{\mbox{altrimenti}}\end{matrix}}\right.}
{\displaystyle f^{-}(x)=\left\{{\begin{matrix}-f(x)&{\mbox{se}}\quad f(x)<0\\0&{\mbox{altrimenti}}\end{matrix}}\right.}
Entrambe le funzioni sono non negative, e si ha:
{\displaystyle |f|=f^{+}+f^{-}\ }
Sia ora:
{\displaystyle f=u+iv\in L^{1}(\mu )}
dove {\displaystyle u} e {\displaystyle v} sono funzioni reali misurabili in {\displaystyle E} .
Si definisce integrale di Lebesgue di {\displaystyle f} la relazione:
{\displaystyle \int _{E}fd\mu =\int _{E}u^{+}d\mu -\int _{E}u^{-}d\mu +i\int _{E}v^{+}d\mu -i\int _{E}v^{-}d\mu \ }
per ogni insieme misurabile {\displaystyle E} .
La definizione è motivata dal fatto che se {\displaystyle f=u+iv} con {\displaystyle u} e {\displaystyle v} sono funzioni reali misurabili su {\displaystyle E}, allora {\displaystyle f} è una funzione complessa e misurabile su {\displaystyle E}. Inoltre, se {\displaystyle f} è una funzione complessa e misurabile su {\displaystyle E}, allora {\displaystyle u}, {\displaystyle v} e {\displaystyle |f|} sono funzioni reali misurabili su {\displaystyle E}. Questo discende dal fatto che una funzione continua definita dalla composizione di funzioni misurabili è misurabile.

## Lo spazio delle misure complesse
La somma di due misure complesse è una misura complessa, come anche il prodotto di una misura complessa per un numero complesso. L'insieme di tutte le misure complesse su uno spazio misurabile {\displaystyle (X,\Sigma )} forma quindi uno spazio vettoriale. Definendo la funzione variazione totale {\displaystyle \|\mu \|} nel seguente modo:
{\displaystyle \|\mu \|=|\mu |(X)\,}
essa è una norma rispetto alla quale lo spazio delle misure complesse diventa uno spazio di Banach.